# Torre Aqualina
La Torre Aqualina est un gratte-ciel résidentiel de 210 mètres construit en 2008 à Panama.